# Rubus calycinus
Rubus calycinus — вид квіткових рослин із родини трояндових (Rosaceae).

## Біоморфологічна характеристика
Це витка трава 15–20 см заввишки, головні стебла повзучі, до 2–3 метрів завдовжки, вкорінюються у вузлах. Стебла з розсіяними голчастими колючками або майже беззбройні з рідкими волосками. Листки прості; ніжка листка 5–10 см, війчаста, з голчастими колючками; прилистки яйцюваті, рідше зворотно-яйцюваті, 8–13 × 6–11 мм; листові пластини округло-яйцюваті чи субокруглі, 2.5–6 см у діаметрі, в молодому віці обидві поверхні ворсисті, поступово стають безволосими й у віці волосисті лише вздовж жилок, знизу з голчастими колючками вздовж жилок, основа глибоко серцеподібна, край хвилястий або неглибоко 3–5-лопатевий, неправильно, грубо-пилчастий, верхівка тупа або закруглена. Суцвіття зазвичай кінцеві, 1- або 2-квіткові. Квітконіжка зазвичай ворсинчаста, з голчастими колючками. Квітки до 3 см у діаметрі; чашолистки 8–14 × 6–11 мм; пелюстки білі, трохи коротші за чашолистки; тичинок 30–40. Плід — багатокістянка від червоного до темно-червоного забарвлення, куляста, 0.9–1.4 см у діаметрі, складаються з кількох кістяночок. Період цвітіння: травень і червень; період плодоношення: липень і серпень.

## Ареал
Зростає у південній і південно-східній частині Азії (Китай (Сичуань, Юньнань), пд. Тибет, Бутан, пн.-сх. Індія (в т. ч. Сіккім), о. Ява, пн. М'янма, Непал).
Населяє схили, ліси, узлісся; на висотах 1200–3000 метрів.